# Walter W. Granger

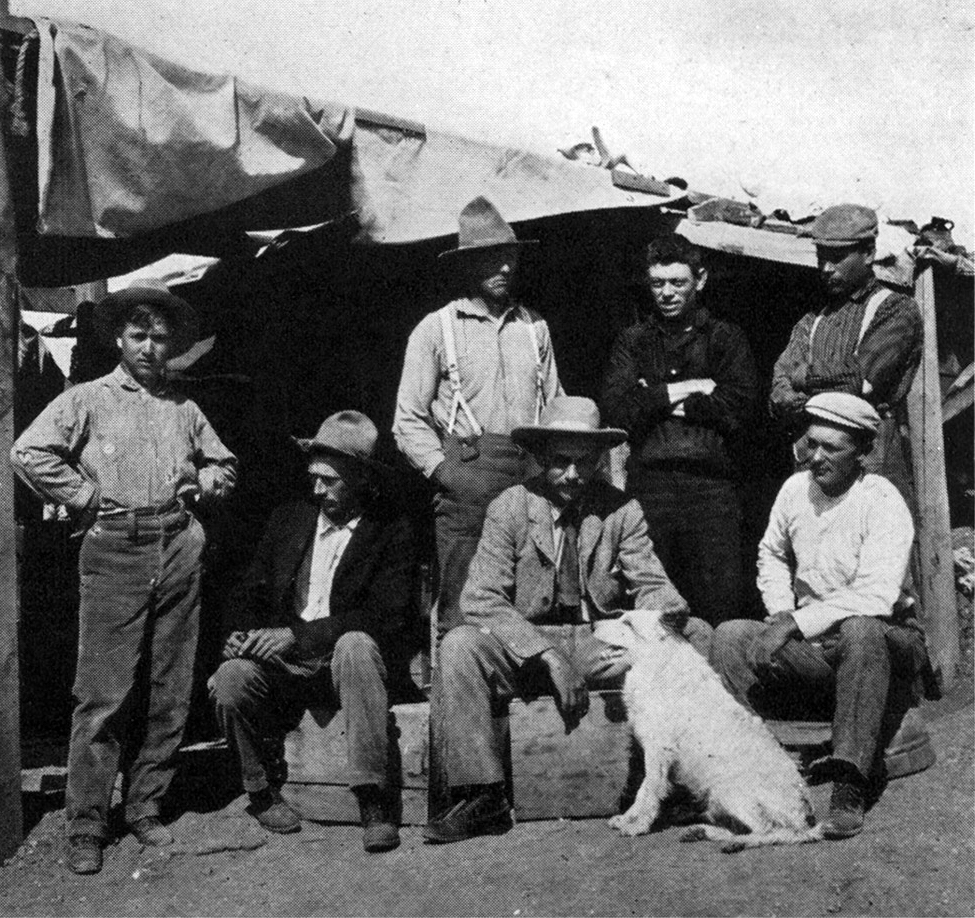
Ausgrabung des American Museum of Natural History in Bone Cabin Quarry, Wyoming, Granger sitzend links neben Henry Fairfield Osborn in der Mitte

Walter Willis Granger (* 7. November 1872 in Middletown Springs, Vermont; † 6. September 1941 in Lusk, Wyoming) war ein US-amerikanischer Fossiliensammler und Wirbeltier-Paläontologe.
Granger war eines von fünf Kindern eines Versicherungsagenten. Er interessierte sich früh für das Ausstopfen von Tieren und arbeitete schon durch Vermittlung eines Freundes seines Vaters mit 17 Jahren für das American Museum of Natural History. Er nahm an Fossiliensuchen des Museums im Mittleren Westen 1894/95 teil und wechselte dazu ganz in die Abteilung Wirbeltier-Paläontologie (unter Leitung von Henry Fairfield Osborn). 1897 entdeckte er die reiche Fossilienfundstätte Bone Cabin Quarry bei Laramie in Wyoming, wo unter anderem ein Apatosaurus (Brontosaurus) für das Museum gefunden wurde neben anderen Dinosauriern des Jura wie Stegosaurus und Allosaurus. 1907 nahm er im Auftrag des Museums an der ersten großen amerikanischen Fossilien-Expedition außerhalb Nordamerikas in Ägypten teil, wo man in Fayum tertiäre Säuger ausgrub. Er wurde Associate Curator des Museums.
1921 war er stellvertretender Leiter und Chef-Paläontologe einer Expedition des Museums in die Mongolei und China. Dabei war er auch an den Ausgrabungen in Zhoukoudian unter Johan Gunnar Andersson beteiligt, die zur Entdeckung des Peking-Menschen führten. 1922, 1923, 1925, 1927 und 1928 war er an den Expeditionen von Roy Chapman Andrews in die Wüste Gobi beteiligt, wo er unter anderem Fossilien von Velociraptor, Oviraptor und Protoceratops fand. Er wurde 1927 Kurator für fossile Säuger im Museum und außerdem Kurator für Paläontologie in der Asien Abteilung. Er starb bei einer Expedition in Lusk (Wyoming) an Herzversagen.
1935 wurde er Präsident des Explorers Club. 1932 erhielt er einen Ehrendoktor des Middlebury College in Vermont.